# Slag bij Koroncó

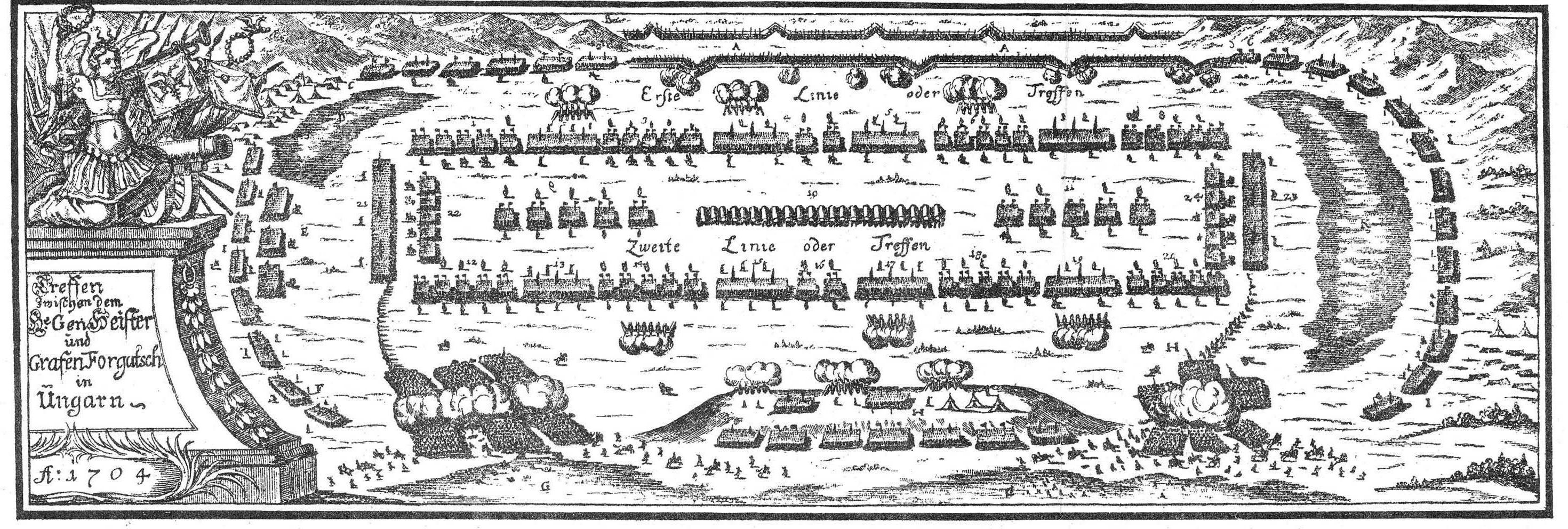
Slagorde

De Slag om Koroncó vond plaats op 13 juni 1704 in Koroncó ten oosten van Sopron in het uiterste noordwesten van Hongarije, waarbij Hongaarse opstandelingen werden verslagen door het leger van het Habsburgse rijk (Duitsers, Denen, Serviërs, Kroaten). 
Bij deze veldslag bleek dat het ongeorganiseerde leger van de opstandelingen geen grote open strijd kon winnen tegen het reguliere keizerlijke leger.
János Bottyán bevrijdde in 1705 het gebied ten westen van de Donau en triomfeerde in de (tweede) slag bij Szentgotthárd over Hannibal von Heister.